# 데드 캠프 5
《데드 캠프 5》(영어: Wrong Turn 5: Bloodlines 혹은 Wrong Turn 5)는 미국에서 제작된 데클런 오브라이언 감독의 2012년 비디오 슬래셔 영화이다. 《데드 캠프 4》(2009)의 후속작이자 데드 캠프 시리즈 다섯 번째 작품이다. 더그 브래들리 등이 출연하였다.
《데드 캠프 6》(2012)으로 이어진다.

## 줄거리
전편으로부터 몇 달 뒤. 힐리커 형제는 이제 아버지 메이나드 오데츠와 함께 웨스트버지니아주 페어레이크에서 살육을 시작하고, 핼러윈 음악 축제에 온 리타 등 대학생 친구 무리 다섯 명이 여기에 휘말린다.
메이나드는 힐리커 형제가 활을 들고 숨어 대기하는 상태에서 도로 위에 쓰러진 척하고, 그를 발견한 대학생들이 도와주려고 할 때 칼을 휘두른다. 대학생들은 정당 방위로 대항했다가 다 같이 지나가던 보안관에게 붙잡혀 가고, 메이나드가 살인 사건 수배 용의자였음이 드러난다.
구치소에 갇힌 메이나드를 구하려고 힐리커 형제가 몰려와 경찰서 안의 사람들을 살해한다. 메이나드는 리타를 구슬러 보안관이 자리를 떴을 때 자신을 풀어주게 만든 다음 리타의 눈을 찔러 장님으로 만들고, 보안관은 감옥에 가둔 뒤 트랩을 써서 자살하게 만든다.
리타는 경찰서 밖으로 나가 지나가는 차에 대고 구해 달라고 외치는데 그 차에 타고 있던 건 다름 아닌 메이나드와 그의 일족이었고, 리타는 그대로 납치돼 끌려가면서 비명을 지른다.

## 출연진
- 더그 브래들리 - 메이나드 오데츠 역
- 커밀라 아베드슨 - 앤절라 카터 보안관 역
- 록샌 매키 - 리타 마케즈 역
- 핀 존스 - 테디 역